# Risse im Beton
Risse im Beton ist der zweite Spielfilm des österreichischen Regisseurs Umut Dağ aus dem Jahr 2014, produziert von der Firma Wega Film.
Die Kinopremiere fand am 7. Februar 2014 im Rahmen der Berlinale 2014 in der Sektion Panorama statt, unter dem englischen Titel Cracks in Concrete. Der türkische Kinostart war im August, der deutschsprachige am 19. September 2014 in Österreich.

## Handlung
Nach zehn Jahren Haft kehrt Ertan nach Hause zurück und steht vor verschlossenen Türen. Mikail ist fünfzehn, hat die Schule abgebrochen, dealt und will als Rapper schnelles Geld machen. Im Laufe der Handlung stellt sich heraus, dass Ertan Mikails Vater ist. Da dieser zu dem Zeitpunkt schon in gröberen Problemen steckt, hat ihm sein Vater versprochen zu helfen. Es wird zum Beispiel auch bekannt, dass Ertan früher der Chef der Gang war, für die Mikail heute arbeitet. Mikail hat eine Freundin und möchte unbedingt sein Rap-Album herausbringen. Dadurch verpasst er eine Party und seine Freundin schläft mit seinem besten Freund. Bei einer folgenden Schlägerei in einem Park verletzt Mikail diesen schwer und glaubt, er sei tot. Er ruft seinen Vater an, der ihm befiehlt, nach Hause zu gehen, und sich anstatt Mikail der Polizei stellt. Doch nur kurz darauf gesteht Mikail dem Ermittler, dass er seinen besten Freund im Park verletzt hat. Man erfährt, dass der Verletzte mittlerweile außer Lebensgefahr ist. Der Film endet offen.

## Kritiken
„Mit seinem zweiten Langspielfilm ‚Risse im Beton‘ liefert Umut Dag ein kraftvolles Sozialdrama ab, das Facetten von Wien zeigt, die noch nie auf der Leinwand zu sehen waren.“

„Die große Stärke von Umut Dağs intensivem Rap-Melodram liegt in einer fast dokumentarischen Nähe zu seinen Protagonisten. Mit dynamischer Kamera folgt er den Jugendlichen durch die Clubs, auf Rap-Konzerte oder einfach nur nach Hause. Besonders der herausragende Murathan Muslu als Ertan relativiert die kraftmeierische Pose des Sohnes allein mit den Nuancen seines Gesichtsausdrucks […].“

„Dags Film ist aber nicht einfach ein weiteres Lamento, das sich an Magazinartikel anschließt, die oft ‚Ausweglosigkeit‘ konstatieren. Der Umgangston ist räudig, Werte wie ‚Ehre‘ und ‚Männlichkeit‘ zählen hier mehr als Bildung oder Gleichberechtigung, und die Brutalität ist allgegenwärtig.“

## Festivals

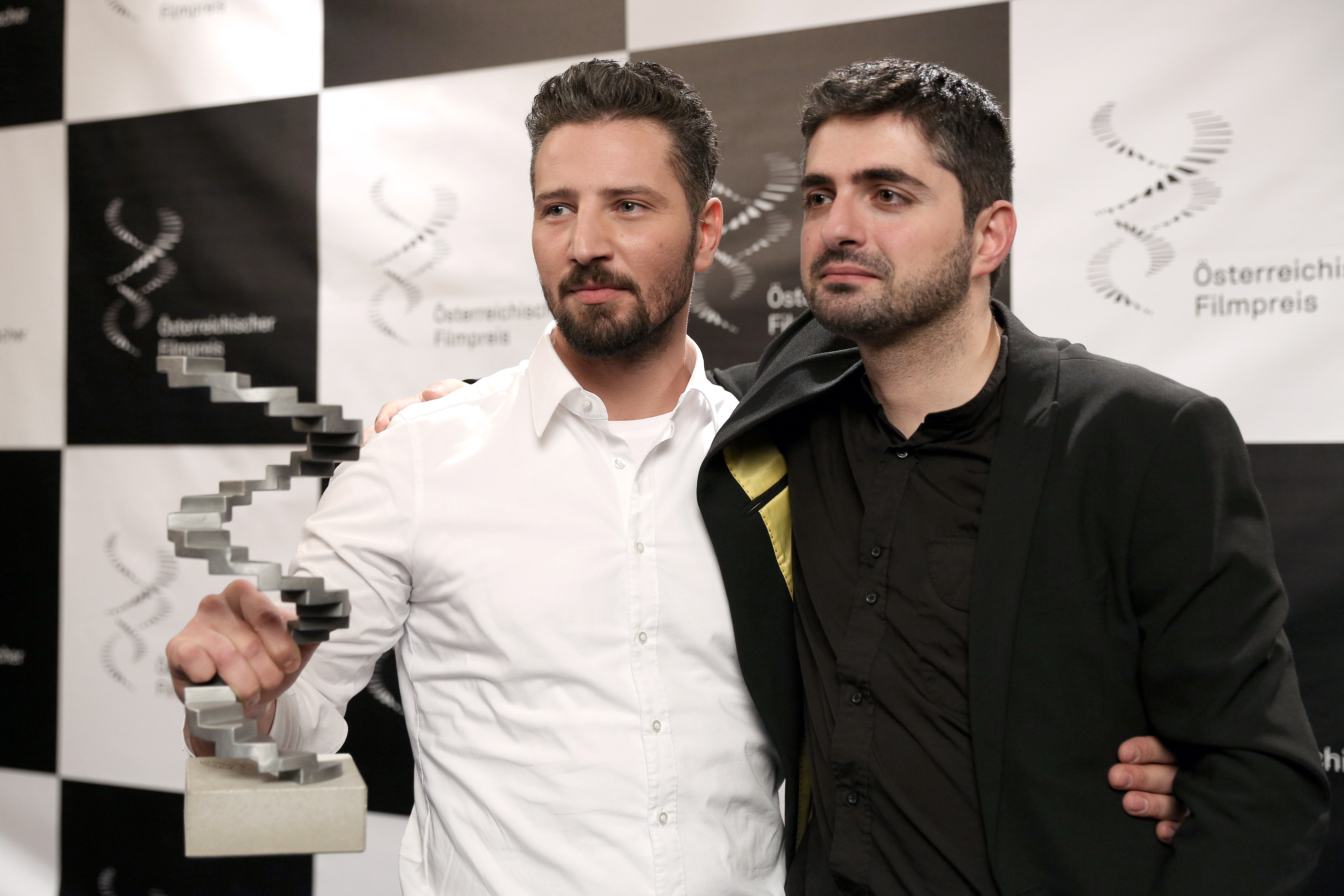
Murathan Muslu (l.), für seine Darstellung mit dem Österreichischen Filmpreis 2015 ausgezeichnet, mit Regisseur Umut Dağ

- Deutschland: Berlinale 2014, Weltpremiere in der Sektion Panorama
- Deutschland: Filmkunstfest Mecklenburg-Vorpommern, Hauptpreis Der Fliegende Ochse und Bester Darsteller (Murathan Muslu)
- Israel: Jerusalem Film Festival, 14. Juli 2014